# Portret starego mężczyzny (obraz El Greca z 1607)
Portret starego mężczyzny – obraz olejny przypisywany hiszpańskiemu malarzowi pochodzenia greckiego Dominikosa Theotokopulosa, znanego jako El Greco.
Przypuszcza się, iż portret przedstawia brata El Greca, Manoussosa, który przybył do Toleda w tym właśnie okresie. Obraz jest niepodpisany a jego atrybucja jest kwestionowana m.in. przez historyka sztuki Harolda Wetheya; w pierwszym katalogu dzieł mistrza u Cossío również nie występuje. Gudiol ma odmienne zdanie, doszukując się dużych podobieństw do obrazu z tego samego okresu Kobieta z kwiatem we włosach (podobna faktura) i do Portretu Antonia de Covarrubiasa (takie same pociągnięcia pędzla tworzące tło). Obraz ma również podobny wydźwięk psychologiczny, choć namalowany jest szybszymi pociągnięciami pędzla tak jak przy szkicach.

## Proweniencja
Pierwotnie portret znajdował się w prywatnej kolekcji w Bolonii. Następnie trafiał kolejno do kolekcji barona Michele Lazzaroniego w Modenie i w Paryżu i kolekcji hrabiego Alessandro Contini-Bonacossiego z Florencji (od 1930), skąd został sprzedany do Nowego Jorku fundacji The Norton Simon Foundation.